# Tamara Jewpłowa
Tamara Wasiljewna Jewpłowa (ros. Тамара Васильевна Евплова, ur. 18 maja 1937 w Moskwie, zm. 22 lutego 2018 tamże) – rosyjska florecistka reprezentująca ZSRR, złota medalistka mistrzostw świata.
Podczas mistrzostw świata w Londynie w 1956 roku Wiwietta Jagodina, Emma Jefimowa, Tamara Jewpłowa, Walentina Rastworowa, Nadieżda Szytikowa i Aleksandra Zabielina zwyciężyły w zawodach drużynowych. Był to jej jedyny medal wywalczony w zawodach tego cyklu.
Nigdy nie wzięła udziału w igrzyskach olimpijskich.